# 久我俊二
久我 俊二（くが しゅんじ、1951年 - ）は、アメリカ文学者、慶應義塾大学法学部教授。
1974年早稲田大学第一文学部卒、1979年慶應義塾大学文学研究科英米文学専攻博士課程単位取得退学。慶大法学部助教授、教授。慶應義塾外国語学校校長を務めた。

## 著書
- 『スティーヴン・クレイン研究序論 抵抗と限界』大阪教育図書 1995
- 『ハロルド・フレデリックの人生と長編小説 詐欺師の系譜』慧文社 2005
- 『スティーヴン・クレインの「全」作品解説』慧文社 2015

- 『アメリカ文学史新考 アメリカ文学への手がかり』押谷善一郎監修 町田哲司・山本哲と共編著 大阪教育図書 2004

### 翻訳
- ルース・フランチアー『スティーヴン・クレイン物語　波乱に富んだ奇才の半生』押谷善一郎 共訳 大阪教育図書 1991
- ハロルド・フレデリック『セロン・ウェアの破滅』慧文社 2008
- ハロルド・フレデリック『詐欺師	ジョエル・ソープの変貌』「叢書 別冊」慶應義塾大学法学研究会 2011